# Campeonato Sul-Americano de Futsal Feminino de 2005
O Campeonato Sul-Americano de Futsal Feminino de 2005 foi a 1ª edição do Campeonato Sul-Americano de Futsal Feminino, que se realiza a cada dois anos. Realizou-se em Barueri, Brasil, entre os dias 8 e 13 de novembro de 2005 no Ginásio Poliesportivo José Corrêa.
O campeão da competição foi o Brasil que venceu o Equador na final por 13 a 0.

## Participantes
| Equipos participantes | Equipos participantes | Equipos participantes |
| --------------------- | --------------------- | --------------------- |
| Argentina             | Brasil                | Equador               |
| Paraguai              | Peru                  | Uruguai               |

## Fase inicial

### Grupo A
| Pos | Seleções | Pts | J | V | E | D | GP | GC | SG  |
| --- | -------- | --- | - | - | - | - | -- | -- | --- |
| 1º  | Brasil   | 6   | 2 | 2 | 0 | 0 | 12 | 2  | +10 |
| 2º  | Uruguai  | 3   | 2 | 1 | 0 | 1 | 4  | 9  | -5  |
| 3º  | Peru     | 0   | 2 | 0 | 0 | 2 | 4  | 9  | -5  |

| 8 de novembro de 2005 | Brasil                                                   | 5-2 (2-2) | Peru                   | Ginásio Poliesportivo José Corrêa, Barueri |
| 20:30                 | Juliana Delgado 5' · Neguinha 15', 33' · Cilene 25', 36' |           | 9' Olenka · 18' Connie | Árbitro: Nestor Valiente                   |

| 9 de novembro de 2005 | Peru             | 2-4 (1-1) | Uruguai                                      | Ginásio Poliesportivo José Corrêa, Barueri |
| 20:30                 | Salinas 20', 24' |           | 4', 34' Chazarreta · 28' Sagrega · 30' López | Árbitro: Dardo Félix Viñas                 |

| 10 de novembro de 2005 | Uruguai | 0-7 (0-2) | Brasil                                                       | Ginásio Poliesportivo José Corrêa, Barueri |
| 20:30                  |         |           | 7', 21' Gabi · 8', 31' Priscilla · 22' Cátia · 30', 32' Fabi | Árbitro: Franklin Loor                     |

### Grupo B
| Pos | Seleções  | Pts | J | V | E | D | GP | GC | SG |
| --- | --------- | --- | - | - | - | - | -- | -- | -- |
| 1º  | Equador   | 6   | 2 | 2 | 0 | 0 | 8  | 1  | +7 |
| 2º  | Argentina | 1   | 2 | 0 | 1 | 1 | 3  | 4  | -1 |
| 3º  | Paraguai  | 1   | 2 | 0 | 1 | 1 | 4  | 10 | -6 |

| 8 de novembro de 2005 | Argentina | 0-1 (0-0) | Equador    | Ginásio Poliesportivo José Corrêa, Barueri |
| 19:00                 |           |           | 24' Jazmin | Árbitro: Walter Arce                       |

| 9 de novembro de 2005 | Equador                                                                            | 7-1 (4-1) | Paraguai  | Ginásio Poliesportivo José Corrêa, Barueri |
| 19:00                 | Campi 9' · Villon 11' · Vivas 12', 25' · Espinoza 13' · Mercado 22' · Carrillo 39' |           | 8' Agüero | Árbitro: Tales Ferreira Goulart            |

| 10 de novembro de 2005 | Paraguai                             | 3-3 (1-3) | Argentina                    | Ginásio Poliesportivo José Corrêa, Barueri |
| 19:00                  | Lorena 12', 26' · Miriam Giménez 31' |           | 6', 10' Gislena · 19' Noelia | Árbitro: João Antônio da Silva             |

## Fase final
|  | Semifinais             | Semifinais             |    |                        | Final                  | Final |  |
|  |                        |                        |    |                        |                        |       |  |
|  | 12 de novembro de 2005 |                        |    |                        |                        |       |  |
|  | Equador                | 5                      |    |                        |                        |       |  |
|  | Uruguai                | 3 (Pro.)               |    |                        |                        |       |  |
|  |                        |                        |    |                        |                        |       |  |
|  |                        |                        |    |                        | 13 de novembro de 2005 |       |  |
|  |                        |                        |    |                        | Equador                | 0     |  |
|  |                        | Brasil                 | 13 |                        |                        |       |  |
|  |                        |                        |    |                        |                        |       |  |
|  |                        |                        |    |                        |                        |       |  |
|  |                        |                        |    |                        | 3º e 4º Lugar          |       |  |
|  | 12 de novembro de 2005 | 12 de novembro de 2005 |    | 13 de novembro de 2005 | 13 de novembro de 2005 |       |  |
|  | Argentina              | 0                      |    | Uruguai                | 0                      |       |  |
|  | Brasil                 | 8                      |    |                        | Argentina              | 1     |  |

### Semifinais
| 12 de novembro de 2005 | Equador                                   | 5-3 (3-3, 0-2) | Uruguai                           | Ginásio Poliesportivo José Corrêa, Barueri |
| 17:30                  | Marianella 21', 37' · Wendy 26', 47', 49' |                | 1' Carla · 4' Daiana · 33' Marisa | Árbitro: Nestor Valiente                   |

| 12 de novembro de 2005 | Brasil                                                                             | 8-0 (4-0) | Argentina | Ginásio Poliesportivo José Corrêa, Barueri |
| 19:00                  | J. Delgado 11' · Fabi 13' · Priscila 14', 19' · Cátia 21', 22', 24' · Neguinha 28' |           |           | Árbitro: Walter Arce                       |

### Disputa do 5º lugar
| 12 de novembro de 2005 | Peru                                                                        | 9-4 (4-2) | Paraguai                                                 | Ginásio Poliesportivo José Corrêa, Barueri |
| 16:00                  | Olenka 4', 26', 36' · Marisella 5' · Adriana 7', 12' · Connie 22', 23', 29' |           | 15', 31' Francisca Agüero · 19' Lorena · 21' Miriam Baez | Árbitro: João Antonio da Silva             |

### Disputa do 3º lugar
| 13 de novembro de 2005 | Uruguai | 0-1 (0-0) | Argentina   | Ginásio Poliesportivo José Corrêa, Barueri |
| 10:00                  |         |           | 30' Gislena | Árbitro: João Antônio da Silva             |

### Final
| 13 de novembro de 2005 | Equador | 0-13 (0-6) | Brasil | Ginásio Poliesportivo José Corrêa, Barueri |
| 16:00                  |         |            | 6', 28' Priscila · 8' Gabi · 9', 39' Fabi · 16', 17', 19', 24', 25' Cátia · 27', 30' J. Delgado · 32' Adriana | Árbitro: Walter Arce                       |

## Classificação Final
| Pos | País      |
| --- | --------- |
|     | Brasil    |
|     | Equador   |
|     | Argentina |
| 4   | Uruguai   |
| 5   | Peru      |
| 6   | Paraguai  |

## Premiação
| Vencedor         |
| Brasil           |
| ---------------- |
| BRASIL 1º título |

Os seguintes prêmios foram designados no torneio:
| Artilheira | Fair Play |
| ---------- | --------- |
| Cátia      | Brasil    |